# Sophie Thevenoux
Sophie Thevenoux, née Solamito le 19 mai 1957 à Monaco, est une femme politique monégasque.

## Biographie
Elle est diplômée de l'École supérieure des sciences économiques et commerciales (ESSEC) et est titulaire du diplôme d'études supérieures comptables et financières.
Responsable de gestion puis contrôleuse de gestion dans le privé, elle entre dans l'administration monégasque en 1989. 
Elle occupe le poste d'administrateur à la Direction des services fiscaux, à la Direction du commerce et de l'industrie, et à la Direction du budget et du trésor de 1989 à 1999, de directeur du Budget et du Trésor de 1999 à 2005 et de directeur général du Département des Finances et de l'Économie de 2005 à 2009.
Du 13 mars 2009 au 14 janvier 2011, Sophie Thevenoux est conseillère de gouvernement pour l'Économie et les Finances ; elle est la première femme à avoir intégré le gouvernement de Monaco. 
Elle occupe entre décembre 2011 et 2015 les fonctions d'ambassadrice de Monaco en France et à Andorre. Elle est ensuite ambassadrice de Monaco en Belgique, aux Pays-Bas et au Luxembourg, ainsi que chef de mission auprès de l'Union européenne.
Elle reçoit le 2 mars 2016 les insignes de grand officier de l'ordre national du Mérite (France). Elle est aussi officier de l'ordre de Saint-Charles (Monaco).

## Distinctions
- Officier de l'ordre de Saint-Charles
- Grand officier de l'ordre national du Mérite